# بالیم سلطان
بالم سلطان یا عسل سلطان یکی از پیروان تشیع علوی بود که معاصر با شاه اسماعیل صفوی تشکیلات وسیعی به مذهب بکتاشیه داد. گاه او را مؤسس مذهب بکتاشیه می‌دانند.
«بال» در ترکی به معنی عسل است و بکتاشیه نقل می‌کنند که مادر بلغاری بالم عسلی را از دست همسرش گرفت و خورد و به این شکل باردار شد و نام فرزندش را عسل سلطان نهاد.